# Peter Alexander
Peter Alexander (eg. Peter Alexander Ferdinand Maximilian Neumayer) 30 juni 1926 i Wien, Österrike, död 12 februari 2011 i Wien, Österrike, var en österrikisk skådespelare, underhållare och sångare.
Alexander medverkade i fler än 50 filmer och fler än 40 TV-shower. Han sålde fler än 50 miljoner musikalbum.

## Filmografi (urval)
- 1996 - Peter Alexander – Was sind schon 70 Jahre
- 1990 - Peter Alexander – Ein Herz für Berlin
- 1987 - Soirée in Wien
- 1987 - 1995 - Peter-Alexander-Show
- 1986 - Wir gratulieren Peter Alexander
- 1980 - Peter Alexander – Danke Robert Stolz
- 1979 - 1985 - Peter Alexander: Wir gratulieren
- 1977 - Peter Alexanders Wiener Geschichten
- 1976 - Peter Alexander präsentiert Walt Disneys Welt
- 1975 - Treffpunkt Herz
- 1974 - Peter Alexander präsentiert Spezialitäten
- 1973 - Peter Alexanders Wunschkonzert
- 1972 - Hauptsache Ferien
- 1969 - Die Lümmel von der ersten Bank - Hurra, die Schule brennt!
- 1969 - 1985 - Peter Alexander präsentiert Spezialitäten
- 1968 - Die Lümmel von der ersten Bank - Zum Teufel mit der Penne
- 1966 - Bel Ami 2000 oder Wie verführt man einen Playboy
- 1966 - Graf Bobby, der Schrecken des Wilden Westens
- 1966 - Ein Wiener in Paris
- 1966 - Spaziergang durch das Land des Films
- 1965 - Das Liebeskarussell
- 1964 - … und sowas muß um 8 ins Bett
- 1964 - Hilfe, meine Braut klaut
- 1964 - Spaziergang durch das Land der Operette
- 1963 - Schwejks Flegeljahre
- 1963 - Der Musterknabe
- 1963 - Charleys Tante
- 1963 - Spaziergang in Wien
- 1962 - Das süße Leben des Grafen Bobby
- 1962 - Hochzeitsnacht im Paradies
- 1962 - Die lustige Witwe
- 1962 - Die Fledermaus
- 1961 - Die Abenteuer des Grafen Bobby
- 1961 - Saison in Salzburg
- 1960 - Im weißen Rößl
- 1960 - Ich zähle täglich meine Sorgen
- 1960 - Kriminaltango
- 1959 - Salem Aleikum
- 1959 - Ich bin kein Casanova
- 1959 - Schlag auf Schlag
- 1959 - Peter schiesst den Vogel ab
- 1958 - So ein Millionär hat’s schwer
- 1958 - Wehe, wenn sie losgelassen
- 1958 - Münchhausen in Afrika
- 1957 - Die Beine von Dolores
- 1957 - Das haut hin
- 1957 - Liebe, Jazz und Übermut
- 1956 - Kirschen in Nachbars Garten
- 1956 - Ein Mann muß nicht immer schön sein
- 1956 - Bonjour Kathrin
- 1956 - Musikparade
- 1955 - Liebe, Tanz und 1000 Schlager
- 1954 - Große Starparade
- 1954 - Verliebte Leute
- 1953 - Drei von denen man spricht
- 1953 - Die süßesten Früchte
- 1953 - Salto Mortale
- 1952 - Königin der Arena
- 1952 - Verlorene Melodie
- 1948 - Der Engel mit der Posaune

## Diskografi (urval)
Singlar
- 1976 – "Die kleine Kneipe"
- 1971 – "Hier ist ein Mensch"
- 1969 – "Liebesleid"
- 1968 – "Delilah"
- 1968 – "Der letzte Walzer"
- 1957 – "Ich weiß, was dir fehlt"
- 1956 – "Eventuell"
- 1955 – "Der Mond hält seine Wacht"